# バタンバン州
バタンバン州（バタンバンしゅう、クメール語: បាត់ដំបង）は、カンボジアの州である。州は国土の北西部にあり、州都はバタンバンである。

## 名称
「バタンバン」とは文字通りには「杖を失う」という意味であり、Preah Bat Dambang Kranhoung （Kranhoung 杖王）の伝説にちなんだものである。

## 歴史
- 1979年 - 前年から始まったカンボジア・ベトナム戦争により、国土の西側に撤退を続けるクメール・ルージュ、避難民が大量に押し寄せた。特に、タイ国境付近には同年10月10日から3日間で約10万人の難民が集まったことが報道されている[2]。

## 行政区分
同州は13県 (srok) に分かれる。
- 0201 Banan 県（英語版）（បាណន់）
- 0202 Thma Koul 県（英語版）（ថ្មគោល）
- 0203 バタンバン県（英語版）（បាត់ដំបង）
- 0204 Bavel 県（英語版）（បវេល）
- 0205 Ek Phnom 県（英語版）（ឯកភ្）
- 0206 Moung Ruessei 県（英語版）（ស្រុកមោងឫស្សី）
- 0207 Rotanak Mondol 県（英語版）（រតនមណ្ឌល）
- 0208 Sangkae 県（英語版）（សង្កែ）
- 0209 Samlout 県（英語版）（សំឡូត）
- 0210 Sampov Loun 県（英語版）（សំពៅលូន）
- 0211 Phnum Proek 県（英語版）（ភ្នំព្រឹក）
- 0212 Kamrieng 県（英語版）（កំរៀង）
- 0213 Koas Krala 県（英語版）（កោះក្រឡ）

## 慈善施設
バタンバン州には SOS Children's Village（慈善団体運営の孤児院）の本拠がある。また、同州にはサムロート複合利用地域（アンジェリーナ・ジョリー及びブラッド・ピットの養子にちなんだ慈善団体が支援している）の本拠もある。	  	  	 

## バタンバン州出身の人物
- ヌー・ハーイ - 作家
- ロ・セレイソティア - 歌手